# Sports Illustrated Swimsuit Issue
Sports Illustrated Swimsuit Issue  — ежегодное издание, публикуемое американским журналом Sports Illustrated. Основной темой издания являются фотографии девушек в купальниках. На обложке представлены фотографии моделей в купальных костюмах на фоне экзотических пейзажей. Все модели, размещённые на обложке Swimsuit Issue были женщинами. По некоторым данным, появление в журнале является определяющим для получения статуса супермодели. В Swimsuit Issue публикуются рекламные объявления, стоимость которых в 2005 году составила 35 миллионов долларов США. Новые выпуски выходят примерно в середине февраля или позже. Первый выпуск был опубликован в 1964 году, это связывают созданием «бикини», изобретённого в 1946 «законного куска одежды». Выпуск 1978 года получил больше всего писем. Самым продаваемым выпуском был 25-й Юбилейный выпуск 1989 года с Кэти Айрленд на обложке.
На протяжении многих лет множество моделей, таких как Шерил Тигс, Кристи Бринкли, Полина Поризкова, Эль Макферсон, Рэйчел Хантер, Ребекка Ромейн, Петра Немцова, Валерия Мацца, Хайди Клум, Тайра Бэнкс, Даниэлла Шаражуба и Мариса Миллер, были показаны на обложке. На страницах (но не на обложках) издания были также Синди Кроуфорд, Стефани Сеймур, Ники Тейлор, Энджи Эверхарт и Наоми Кэмпбелл. Восемь моделей на обложке выпуска 2006 года были представлены в подарочном издании под названием Sports Illustrated: Exposure. Созданный фотографом Рафаэлем Маццуко и спродюсированный Дианой Смит, беспрецедентный «reunion shoot» содержит 139 страниц ранее неопубликованных снимков. В 2006 году опубликовано расширенное издание для портативных устройств. В 2007 году Swimsuit Issue стал впервые доступен в Китае.

## История
Swimsuit Issue был создан редактором Sports Illustrated Андре Лагеррой для заполнения зимних месяцев, как правило малоактивного периода в спортивном календаре. Он попросил репортёра моды Джул Кэмпбелл поехать на съёмки с красивой моделью, чтобы заполнить место, включая обложку. Первое издание, выпущенное в 1964 году, представляло собой обложку с Бабеттой Марч и пятистраничное приложение. Кэмпбелл вскоре стала влиятельной фигурой в модельном бизнесе и сделала выпуск медиа-феноменом, показывая высоких, идеально сложенных калифорнийских моделей. Она называет их по именам и фамилиям и этим способствует их международному признанию и формированию статуса супермоделей. Впрочем, вплоть до 1997 года, главной темой издания являлись не только модели. В 1950-х годах несколько женщин появилось на обложке Sports Illustrated, но именно выпуск 1964 года считается началом нынешнего формата издания, известного как Swimsuit Issue. В 1997 году Тайра Бэнкс стала первой чернокожей женщиной на обложке.

## Не-модели в журнале
Женщины-спортсменки снимались для Swimsuit Issue. Штеффи Граф появилась в издании в 1997 году. В выпуске 2003 года на страницах журнала появились теннисистка Серена Уильямс и фигуристка Екатерина Гордеева. В 2016 году боец UFC Ронда Роузи стала первой женщиной-спортсменкой, чтобы появившеqся на обложке. Анна Курникова появилась во вклейке на обложке выпуска 2004 года.
В выпуске 2005 года были представлены золотые медалистски Олимпийских игр Аманда Бирд и Дженни Финч, вместе с Лорен Джексон и Винус Уильямс. Мария Шарапова появилась во вклейке на обложке выпуска 2006 года. Весной 2006 года Sports Illustrated выбрал музыку в качестве темы выпуска 2007 года. Редактор Диана Смит попросила лауреата Грэмми Бейонсе Ноулз попозировать. В 2006 году Ноулз запустила линию купальников под своим брендом House of Deréon. Бейонсе Ноулз стала первой певицей, и первый не-модель, появившейся на обложке в 2007 году.
В выпуске 2008 года впервые появились болельщицы НФЛ. Команды Tampa Bay Buccaneers, San Diego Chargers, Dallas Cowboys, Miami Dolphins, Philadelphia Eagles, Atlanta Falcons, Jacksonville Jaguars, New England Patriots,Oakland Raiders, Washington Redskins и Houston Texans.
Автогонщица Даника Патрик появилась на страницах журнала в 2008 году. Она была представлена на четырёхстраничном-развороте в Сингер-Айленд, штат Флорида.
Для выпуска 2010 года снялись в купальниках призёры Зимних Олимпийских игр: Клэр Байдз, Лейси Шнур, Ханна Тетер, и Линдси Вонн, а также Ана Иванович. Однако вскоре последовала критика появления Иванович в журнале после того как из-за потери формы и уверенности в себе выбыла из WTA Top-50 за месяц после появления в журнале. Тем не менее с ноября 2010 года Иванович вновь вошла в мировой Top-20 и снова обрела прежнюю форму и уверенность в себе.
Австралийская бегунья Мишель Дженнеке появилась в выпуске 2013 года после того, как получил известность её танец-разминка, видео которого стало популярным на YouTube.
Датская теннисистка Каролин Возняцки появилась в выпуске 2015 года. Она является бывшей первой ракеткой мира и продолжает играть. Она была изображена фотографом Уолтером Луссом на фоне пляжа острова Каптива в Мексиканском заливе.

## Критика
Для некоторых людей, журнал является приемлемой демонстрацией женской сексуальности, неуместной в формате настольных журналов. Последние издания журнала являются модельными съемками в сочетании с трибьютами для спортсменов. Swimsuit Issue является объектом критики со стороны некоторых подписчиков, утверждающих, что акцент в содержании выпуска делается на моду и дизайн купальников. Они считают это неподходящим контентом для спортивного журнала. Представители феминистских организаций заявили, что «Swimsuit Issue способствует продвижению вредного и унизительного понятия, что женщины являются продуктом для мужского потребления».
Многие подписки были аннулированы читателями после получения. Выпуск 1978 года известен ажурным купальником Шерил Тигс, сделавшим её знаменитой и приведшим к 340 случаям аннулирования подписки. Sports Illustrated вызвал полемику о формах развлечения после выпуска Swimsuit Issue и последовавших жалоб шокированных родителей и недовольных библиотекарей. В последнее время количество аннулированных подписок сократилось. Впрочем, чтобы избежать споров, Sports Illustrated с 2007 года предоставляет своим подписчикам возможность пропуска Swimsuit Issue.

## На обложке
Девушки с обложек выпусков 2008—2013 годов были объявлены в Late Show with David Letterman. Девушки с обложки выпуска 2014 года были объявлены в Jimmy Kimmel Live! Девушка с обложки выпуска 2015 года была анонсирована в The Tonight Show Starring Jimmy Fallon.

## Девушки с обложек
На большинстве обложек были изображены модели
| Модель            | Количество появлений | Выпуски                      |
| ----------------- | -------------------- | ---------------------------- |
| Эль Макферсон     | 5                    | 1986, 1987, 1988, 1994, 2006 |
| Кристи Бринкли    | 3                    | 1979, 1980, 1981             |
| Шерил Тигс        | 3                    | 1970, 1975, 1983             |
| Кэти Айрленд      | 3                    | 1989, 1992, 1994             |
| Даниэла Пестова   | 3                    | 1995, 2000, 2006             |
| Полина Поризкова  | 2                    | 1984, 1985                   |
| Тайра Бэнкс       | 2                    | 1996, 1997                   |
| Рейчел Хантер     | 2                    | 1994, 2006                   |
| Ребекка Ромин     | 2                    | 1999, 2006                   |
| Эльза Бенитес     | 2                    | 2001, 2006                   |
| Ямила Диас-Рахи   | 2                    | 2002, 2006                   |
| Вероника Варекова | 2                    | 2004, 2006                   |
| Кэролин Мерфи     | 2                    | 2005, 2006                   |
| Кейт Аптон        | 2                    | 2012, 2013                   |

## Места съемок
Swimsuit Issue изначально снимался преимущественно в одной стране за год. Впоследствии, когда выпуск увеличился в объёме, то и количество мест, используемых для съёмок, также возросло.

## Swimsuit Video
Начиная с конца 1980-х годов, Sports Illustrated делала спецвыпуски Swimsuit Issue для телевидения, которые позже были выпущены как видеоверсии издания. Первые релизы были доступны в формате VHS и LD, а более поздние версии были доступны на DVD.
В 1989 году по случаю выхода 25-юбилейного выпуска Swimsuit Issue на телеканале HBO был показан документальный фильм об издании, который позже стал доступен на VHS. В 1992 году был выпущен специальный документальный фильм с закадровыми сценами в формате VHS под названием «Sports Illustrated Behind the Scenes: Official Swimsuit Video». В 1993 году на HBO был выпущен фильм «Sports Illustrated: The 1993 Swimsuit Video». В следующем году был выпущен фильм «Sports Illustrated 1994 Swimsuit Issue Video». С тех пор ежегодная видеоверсия Sports Illustrated Swimsuit Issue была названа Swimsuit Video. В 1995 году Sports Illustrated начал выпускать телевизионные спецвыпуски под названием «[Year] Sports Illustrated Swimsuit Special». Часовые спецвыпуски транслировались наSpike TV, TNT, Minisodes и несколько спецвыпусков с 2002 по 2004 год были доступны на Crackle.
В 2004 году «Sports Illustrated 40th Anniversary Swimsuit Special: American Beauty» представил видео, где показаны девушки в купальниках на фоне самых различных мест в США: например, Мелисса Келлер и Мариса Миллер на элеваторе в Бутоне, штат Айова, и на ферме рядом с Перри, Айова. Также в последние видео включили некоторые «нецензурные» сцены.
В январе 2005 года телеканалNBC запустил реалити-шоу «Sports Illustrated Swimsuit Model Search», где двенадцать ранее неизвестных моделей конкурировали друг с другом в течение пяти недель за главный приз: место в выпуске Swimsuit Issue 2005 года и контракт с модельным агентством NEXT Model Management стоимостью один миллион долларов США. Победительницей конкурса стала Алисия Холл.